# Боасе (Калвадос)
Боасе (фр. Boissey) насеље је и општина у северној Француској у региону Доња Нормандија, у департману Калвадос која припада префектури Лисје.
По подацима из 2011. године у општини је живело 232 становника, а густина насељености је износила 43,94 становника/km². Општина се простире на површини од 5,28 km². Налази се на средњој надморској висини од 70 метара (максималној 165 m, а минималној 34 m).

## Демографија
| 1962. | 1968. | 1975. | 1982. | 1990. | 1999. | 2011. |
| ----- | ----- | ----- | ----- | ----- | ----- | ----- |
| 212   | 247   | 236   | 216   | 202   | 206   | 232   |

График промене броја становника у току последњих година